# Boska Wola
Boska Wola (prononciation : [ˈbɔska ˈvɔla]) est un village polonais de la gmina de Stromiec dans le powiat de Białobrzegi de la voïvodie de Mazovie dans le centre-est de la Pologne.
Il se situe à environ 10 kilomètres au nord-est de Stromiec (siège de la gmina), 16 kilomètres au nord-est de Białobrzegi (siège du powiat) et à 57 kilomètres au sud de Varsovie (capitale de la Pologne).
Le village possède approximativement une population de 270 habitants en 2006.

## Histoire
De 1975 à 1998, le village appartenait administrativement à la voïvodie de Radom.